# Bahnstrecke Revere–Point of Pines–Saugus River Junction
| Streckenlänge: | 7 km                 |                       |                       |
| Spurweite: | 1435 mm (Normalspur) |                       |                       |
| |                      |                       |                       |
| \| \| \| von East Boston \| \| \| \| 0 \| Revere MA \| Revere MA \| \| \| \| \| \| \| \| 1½ \| Crescent Beach MA \| Crescent Beach MA \| \| \| 4 \| Oak Island MA \| Oak Island MA \| \| \| \| Oak Island Grove \| \| \| \| \| Strecke bis ca. 1884 \| \| \| \| \| von Point Shirley \| \| \| \| 5½ \| Point of Pines MA \| Point of Pines MA \| \| \| \| Pines Bay \| \| \| \| 7 \| Saugus River Junction \| Saugus River Junction \| \| \| \| nach Portsmouth \| \| |                      |                       |                       |
| Strecke |                      | von East Boston       | von East Boston       |
| Dienststation / Betriebs- oder Güterbahnhof | 0                    | Revere MA             | Revere MA             |
| Abzweig ehemals geradeaus und nach links · Strecke von rechts |                      |                       |                       |
| Haltepunkt / Haltestelle (Strecke außer Betrieb) · Strecke | 1½                   | Crescent Beach MA     | Crescent Beach MA     |
| Haltepunkt / Haltestelle (Strecke außer Betrieb) · Strecke | 4                    | Oak Island MA         | Oak Island MA         |
| Strecke (außer Betrieb) · ehemaliger Haltepunkt / Haltestelle |                      | Oak Island Grove      | Oak Island Grove      |
| Abzweig geradeaus und von links (Strecke außer Betrieb) · Abzweig geradeaus und ehemals nach rechts |                      | Strecke bis ca. 1884  | Strecke bis ca. 1884  |
| Abzweig geradeaus und von rechts (Strecke außer Betrieb) · Strecke |                      | von Point Shirley     | von Point Shirley     |
| Bahnhof (Strecke außer Betrieb) · Strecke | 5½                   | Point of Pines MA     | Point of Pines MA     |
| Brücke über Wasserlauf (Strecke außer Betrieb) · Brücke über Wasserlauf |                      | Pines Bay             | Pines Bay             |
| Abzweig ehemals geradeaus und von links · Strecke nach rechts | 7                    | Saugus River Junction | Saugus River Junction |
| Strecke |                      | nach Portsmouth       | nach Portsmouth       |

Die Bahnstrecke Revere–Point of Pines–Saugus River Junction ist eine Eisenbahnstrecke in Massachusetts (Vereinigte Staaten). Die Strecke ist etwa sieben Kilometer lang und band die Strandsiedlungen Crescent Beach, Oak Island und Point of Pines an die Hauptstrecke Boston–Portsmouth an. Die Strecke ist stillgelegt und abgebaut.

## Geschichte
Die 1840 fertiggestellte Hauptstrecke East Boston–Portsmouth der Eastern Railroad führte westlich an den Strandsiedlungen der Stadt Revere vorbei. Da im Sommer viele Fahrgäste an die Strände dieses Gebietes fuhren und da man der parallel entlangführenden Boston, Revere Beach and Lynn Railroad Konkurrenz machen wollte, baute die Eastern 1881 eine Verschwenkung von Oak Island Grove über Point of Pines wieder zurück auf die Hauptstrecke, über die die Personenzüge in der Sommersaison fuhren. Etwa 1884 verlängerte sie diese Verschwenkung bis nach Revere, um auch Crescent Beach anbinden und in Oak Island einen Haltepunkt näher am Strand bauen zu können. Der Haltepunkt Oak Island Grove an der Hauptstrecke war etwa 400 Meter vom Strand entfernt, während die neue Strecke neben der Uferpromenade, direkt neben der Strecke der Boston, Revere Beach&Lynn lag. Offenbar wurde dieses Angebot nicht gut angenommen, denn bereits Ende der Saison 1891 stellte die Boston and Maine Railroad, die 1884 die Eastern übernommen hatte, den Verkehr auf der Strecke ein. Sie ließ die Gleise liegen, falls eines Tages wieder Bedarf bestehen sollte. Erst etwa 1926 wurden die letzten Gleise abgebaut.

## Streckenbeschreibung
Die Strecke zweigte etwa eine halbe Meile (800 Meter) nördlich des Bahnhofs Revere aus der Hauptstrecke ab und führte in einer engen Rechtskurve in Richtung Strand, wo sich der erste Haltepunkt Crescent Beach befand. In einer weiteren engen Kurve bog die Strecke dann auf eine Route parallel zur schmalspurigen Bahnstrecke East Boston–Lynn ein, deren Trasse heute bis Wonderland von der U-Bahn Boston genutzt wird. Die Strecke führt weiter durch Oak Island hindurch. Die ursprüngliche, von 1881 bis etwa 1884 betriebene Strecke zweigte nördlich des Haltepunkts Oak Island Grove aus der Hauptstrecke ab und führte hinunter zur Strandpromenade. Das Trassee dieser Verbindungsstrecke ist noch heute teilweise sichtbar. Die Strecke erreicht kurz darauf Point of Pines, wo von 1884 bis 1885 eine Strecke nach Point Shirley abzweigte. Hier biegt die Trasse in einer großen S-Kurve wieder auf die Hauptstrecke in Richtung Portsmouth. Das einzige größere Kunstbauwerk der Strecke war die in diesem Bereich liegende Brücke über die Pines Bay, einen fjordartigen Meeresarm, der hier überquert werden musste.